# Франскевич-Лайе, Александр Станиславович
Александр Станиславович Франскевич-Лайе (Alexander Franskevich-Leie)  (род. 1 сентября 1961) — кинорежиссёр, сценарист, продюсер, актёр.

## Биография
Александр Франскевич-Лайе (Alexander Franskevitch-Leie) родился 1 сентября 1961 года в Минске. По окончании актёрского факультета ГИТИС, вплоть до 1987 года, работал актёром в театре «Современник».
Как режиссёр известен фильмами «Слепой-2», «В июне 41-го», «Смертельная схватка», «Сёмин», «Месть», «Случайные знакомые», «Не покидай меня», «Тонкий лёд».

## Образование
- В 1980—1984 гг. ГИТИС на актёрском факультете. Курс Э. Быстрицкой, А. Бурдонского.
- В 1990—1994 гг. Польская Академия кино и телевидения в Лодзи на режиссёрском факультете. Студенческие работы короткометражные художественные фильмы: «Муха», «Двое», «Эксперимент».
- 1997—1999 гг. — Академия кино и телевидения в Кёльне, Германия (аспирантура на факультете «Режиссёр кино и телевидения»).
- 1999—2001 гг. — Педагогическая деятельность по режиссуре в звании доцента в Германии.

## Фильмография

### Роли в кино
- 1981 — Раскиданное гнездо — Сымон
- 1981 — Контрольная по специальности — эпизод
- 1981 — Затишье — крестьянин
- 1982 — Полигон — Андрей Чернояров, лейтенант
- 1985 — Господин Великий Новгород — князь Александр
- 1985 — Набат на рассвете
- 1985 — Научись танцевать — Петренко, лейтенант милиции
- 1986 — Звездочёт — Лихтенштейн, корветтен-капитан
- 1987 — Оглашению не подлежит — Бахарев
- 1988 — Прошедшее вернуть — Сергей Гончаров, профессиональный революционер
- 1988 — За всё заплачено — эпизод
- 2003 — Герой нашего племени — Леонид
- 2004 — Личный номер — советник американского президента
- 2008 — В июне 41-го — Гюнтер, брат Отто Регнера
- 2009 — Сёмин (Торговцы жизнью) — Гавр
- 2009 — Офицеры — Хольгер
- 2010 — Смертельная схватка — Клёнин, майор СМЕРШа
- 2012 — Снайперы: Любовь под прицелом — Генрих фон Эпп, генерал
- 2014 — Не покидай меня! — Анатолий Францевич, режиссёр
- 2019 — Чёрный пёс — Алексей
- 2018 — Каспий 24 — следователь

### Режиссёрские работы
- 2005 — Слепой 2
- 2007 — Майор Ветров
- 2008 — В июне 41-го
- 2009 — Сёмин
- 2010 — Смертельная схватка
- 2012 — Случайные знакомые (совместно с Верой Глаголевой)
- 2014 — Не покидай меня!
- 2016 — Тонкий лёд
- 2019 — Чёрный пёс (все сезоны)
- 2018 — Каспий 24
- 2017 — Обратный билет
- 2019 — Пересуд
- 2024 — Аист надежды

### Сценарные работы
- 2005 — Слепой 2
- 2007 — Майор Ветров
- 2008 — В июне 41-го
- 2018 — Каспий 24
- 2024— Аист надежды

### Продюсерские работы
- 2004 — Заказ
- 2009 — Сёмин
- 2010 — Смертельная схватка
- 2011 — Месть
- 2011 — Отдел С.С.С.Р.
- 2013 — Привет от Катюши
- 2014 — Не покидай меня!
- 2015 — Тонкий лёд
- 2018 — Каспий 24
- 2017 — Рваный ветер
- 2019 — Пересуд
- 2024 — Аист надежды

### Документальное кино
- 1996—1997 — «Чернобыльская осень», «Внук Сталина» (режиссёр, сценарист, продюсер)

## Признание и награды
- Номинант премии ТЭФИ 2008 года за фильм «В июне 41-го».